# JacSue Kehoe
Jacsue Kehoe était une neurophysiologiste américaine ayant effectué la majeure partie de sa carrière en France.

## Biographie

### Jeunesse et formation
Jacsue Kehoe est née à Cleveland le 23 octobre 1935, d'une père employé de Chrysler et d'une mère professeure d'anglais.
Jeune, elle commence à s'intéresser au théâtre, et poursuit des études de théâtre à l'université Northwestern.
Elle décide cependant par la suite de bifurquer vers la psychologie expérimentale, et continue ses études à l'université Brown où elle obtient un doctorat en 1961.

### Carrière scientifique
À l'issue de son doctorat, Kehoe poursuit son travail sur la mémoire chez les pigeons et les rongeurs, mais commence à s'intéresser à la physiologie des synapses, grâce à Félix Strumwasser qui étudie aplysia californica, un mollusque dont les neurones géants font un organisme modèle idéal.
En 1964, Kehoe déménage à Paris pour continuer l'étude des aplysia à l'Institut Marey, où elle fait des découvertes sur la réponse post-synaptique des neurones.
En 1968, elle intègre le CNRS et fonde peu après, avec son mari Philippe Ascher, un laboratoire à l'école normale supérieure.